# Себыстей
Себыстей — река в России, протекает в Кош-Агачском районе Республики Алтай. Устье реки находится в 24 км по левому берегу реки Кокузек. Длина реки составляет 31 км.

## Этимология
Себыстей (Себистей) (тув. семис — жирный, тучный, полный; ср. др. тюрк. ‏semiz‎ — жирный, тучный, упитанный (о животном); тув. тей — холм, сопка) — букв. жирная, тучная, полная сопка.

## Описание
Свой исток река берёт из плоско-вершинного ледника на высоте 3160 м над ур. м., который находится в восточной части Южно-Чуйского хребта, на его северном макросклоне. Протекает через небольшое озеро, которое находится в нескольких километрах от истока, большая часть русла проходит по горной долине, в Чуйской степи впадает в реку Кокузек.

## Данные водного реестра
По данным государственного водного реестра России относится к Верхнеобскому бассейновому округу, водохозяйственный участок реки — Катунь, речной подбассейн реки — Бия и Катунь. Речной бассейн реки — (Верхняя) Обь до впадения Иртыша.